# 페르닐라 라르손 (축구 심판)
페르닐라 라르손(스웨덴어: Pernilla Larsson, 1976년 9월 18일 ~ )은 스웨덴의 여자 축구 심판이다. 2001년부터 다말스벤스칸의 심판을 맡고 있으며, 2010년부터는 국제 축구 연맹(FIFA) 주관 대회의 심판을 맡고 있다.

## 경력
2010년부터 FIFA 국제 심판으로 활동했다. 2015년에는 FIFA 여자 월드컵을 위한 심판으로 국제 축구 연맹에 의해 선정되었다.
2014년에는 국제 축구 역사 및 통계 연맹 (IFFHS)의 세계 최고의 여성 심판 투표에서 9위로 선정었다.
또한 풋볼스갈란에서 올해의 스웨덴 여성 심판으로 선정되었으며, 같은 해 2014 FIFA U-17 여자 월드컵에서 심판직을 역임했다.

## 심판 기록

### FIFA 여자 월드컵
2015년 FIFA 여자 월드컵
- 2015년 6월 12일:  일본 -  카메룬 (C조)

### FIFA U-20 여자 월드컵
2012년 FIFA U-20 여자 월드컵
- 2012년 8월 23일:  미국 -  중화인민공화국 (D조)
- 2012년 8월 27일:  캐나다 -  조선민주주의인민공화국 (C조)
- 2012년 9월 8일:  미국 -  독일 (결승전)

### FIFA U-17 여자 월드컵
2014년 FIFA U-17 여자 월드컵
- 2014년 3월 15일:  코스타리카 -  베네수엘라 (A조)
- 2014년 3월 19일:  파라과이 -  일본 (C조)
- 2014년 3월 31일:  베네수엘라 -  일본 (준결승전)

### UEFA 유럽 여자 축구 선수권 대회
UEFA 여자 유로 2017
- 2017년 7월 19일:  스페인 -  포르투갈 (D조)